# Transsylvaniens fyrster

## Fyrster i Transsylvanien
- 1570-1571 Johan Zápolya
- 1571-1586 Stefan Báthory
- 1586-1588 Johann Ghyczy
- 1588-1602 Siegmund Báthory
- (1599-1600 Michael den Tapre)
- 1603         Moses Székely
- 1604-1606 Stefan Bocskai
- 1607-1608 Siegmund Rákóczi
- 1608-1613 Gabriel Báthory
- 1613-1629 Gabriel Bethlen
- 1630-1648 Georg 1. Rákóczi
- 1648-1660 Georg 2. Rákóczi
- 1658-1660 Akos Barcsay
- 1661-1662 Johann Kemény
- 1661-1690 Mihail 1. Apafi
- 1690         Imre Thököly
- 1690-1701 Mihail 2. Apafi
- 1701-1711 Frans 2. Rákóczi

## Eksterne links
- Wikimedia Commons har flere filer relateret til Transsylvaniens fyrster